# (52601) Iwayaji
(52601) Iwayaji (1997 SJ16) – planetoida z pasa głównego asteroid okrążająca Słońce w ciągu 4,37 lat w średniej odległości 2,67 j.a. Odkryta 29 września 1997 roku.